# Miroglio
La Miroglio è un'azienda italiana che opera lungo la filiera della moda femminile e del retail. Nata ad Alba (in provincia di Cuneo) nel 1947, oggi è un gruppo internazionale presente in 41 paesi con 30 società e una rete di negozi che conta 1.100 monomarca (di cui 800 in Italia e 300 tra Turchia e Medio Oriente).

## Storia
L'azienda venne fondata ad Alba nel 1947 da Giuseppe Miroglio, figlio di Carlo e Angela, già commercianti di stoffe sul finire dell'800.
L'inizio dell'attività industriale del gruppo risale a quando Giuseppe Miroglio decide di entrare nella produzione di tessuti di seta e installa i primi telai. Nel 1955, con i figli Franco e Carlo che entrano alla guida dell'azienda, viene creata la Vestebene (oggi Miroglio Fashion), divisione dedicata alla produzione di confezioni in serie, che sarà poi sviluppata negli anni dallo storico manager Roberto Ronchi . Nel 1958 il Gruppo Miroglio amplia la propria attività nell'area tessile con l'avvio di una moderna fabbrica di tintoria, stamperia e finissaggio di tessuti, completando così la filiera dal tessuto all'abito confezionato.
Negli anni settanta Vestebene comincia a delocalizzare la produzione, prima in Grecia, poi in altri Paesi del bacino del Mediterraneo, dalla Tunisia all'Egitto, mentre la divisione tessuti entra anche nei settori della carta transfer e delle filature. Nei due decenni successivi prosegue l'ampliamento del gruppo con apertura di nuovi stabilimenti nel Meridione, in particolare nel territorio pugliese. Il 2 giugno del 1973 Giuseppe Miroglio viene nominato Cavaliere del Lavoro. Nel 1973 nasce la Fondazione Opera Elena Miroglio (oggi Fondazione Elena e Gabriella Miroglio), con lo scopo di promuovere attività di assistenza sociale, sanitaria e culturale. Particolare attenzione viene posta alle attività rivolte ai dipendenti del Gruppo (assistenza economica e sanitaria), verso i loro figli (asili, colonie, borse di studio) e verso i pensionati (viaggi, attività motorie e ricreative). Nel 1983 Franco Miroglio viene insignito dell’onorificenza di Cavaliere del Lavoro.
Nel 1985 viene lanciato il marchio Elena Mirò e negli stessi anni il Gruppo attiva una collaborazione con grandi stilisti come Moschino e Krizia. La nuova strategia porterà alla nascita degli altri brand del gruppo: Caractère e Diana Gallesi. Nel 1993 nasce invece il marchio Motivi.
Nel 2001 entra nel mercato bulgaro, con l'acquisizione di uno storico stabilimento a Sliven.
Nell'ottobre del 2002 Carlo Miroglio, presidente del gruppo Miroglio, viene insignito dal Presidente della repubblica dell'onorificenza di cavaliere di gran croce.
Nel 2003 iniziano a diffondersi le voci di un imminente disimpegno della Miroglio dai suoi stabilimenti produttivi di filatura nel sud Italia, partendo da quello di Castellaneta che verrà chiuso nella primavera dell'anno successivo.
Nel dicembre 2004 il Gruppo Miroglio sigla un accordo di joint venture con Elegant Prosper, azienda cinese specializzata nell'abbigliamento femminile di medio-alto livello. La joint venture prevede un primo passo in direzione del rafforzamento e dello sviluppo del marchio. Seguiranno progetti specifici, miranti a far conoscere i marchi italiani della Miroglio nel Paese asiatico.
Nel settembre 2005 il brand Elena Mirò fa sfilare sulle passerelle di Milano Moda Donna modelle taglia 48 e oltre.
Alla fine del 2006 il gruppo Miroglio supera la quota di mille negozi con le proprie insegne.
Nel 2007, in occasione della Festa della donna, Elena Miroglio viene insignita del titolo di cavaliere della Repubblica, per il contributo dato dal marchio Elena Mirò e dall'azienda al fine di “emancipare le donne da un concetto estetico costrittivo”.
Nel giugno 2008, il gruppo Miroglio entra in partnership con il gruppo Ayaydin, sul mercato turco. L'accordo prevede il supporto del gruppo Miroglio alla crescita del gruppo Ayaydin sul mercato domestico e sui mercati emergenti (tra i quali Russia, Romania, Ucraina, Bulgaria, Kazakistan, Moldavia). L'accordo prevede un piano di importanti investimenti quinquennali..
Alla fine del 2008 si è concretizzata anche la chiusura dell'altro stabilimento di filatura pugliese del gruppo, quello di Ginosa, e tale fatto è stato anche oggetto di una interrogazione parlamentare.
Nel dicembre 2019 cambia il vertice del gruppo Miroglio con Alberto Racca, che assume l'incarico di amministratore delegato del Gruppo.
Nel 2023, il Gruppo consolida un margine operativo lordo di 40 milioni, rispetto allo zero del 2019.
Nel marzo 2024, il Gruppo Miroglio acquisisce il marchio Trussardi, espandendo la propria offerta nei settori dell'abbigliamento maschile, accessori e pelletteria, ma anche nell'ambito del lifestyle.

## Struttura e marchi
Il Gruppo Miroglio opera tramite tre società, attraverso le quali gestisce dieci marchi:
- Miroglio Fashion S.r.l: società che gestisce marchi fast fashion orientati al pubblico femminile[18]
  - Elena Mirò (1985) - marchio specializzato in abbigliamento femminile curvy elegante
  - Motivi (1993) - marchio specializzato in abbigliamento casual[19].
  - Oltre (2001) - marchio specializzato in abbigliamento elegante[20]
  - Fiorella Rubino (2004) - marchio specializzato in abbigliamento femminile curvy casual [21]
  - Luisa Viola - marchio specializzato in abbigliamento femminile curvy elegante[22]
  - Diana Gallesi
- Trussardi [23].
- Sublitex: società che opera nel settore stampa sublimatica e carta transfer

Inoltre, il gruppo Miroglio ha avviato, nel 2024, una joint venture con il gruppo turco Ipekyol Group, tramite il quale produce e distribuisce i marchi:
- Ipekyol
- Twist
- Machka